# Kosmos 2348
Kosmos 2348, ruski izviđački satelit 4. generacije (fotoizviđanje velikim približavanjem optikom) iz programa Kosmos. Vrste je Jantar-4K2 (Kobaljt br. 552).
Lansiran je 15. prosinca 1997. godine u 15:40 s kozmodroma Pljesecka u Rusiji. Lansiran je u nisku orbitu oko planeta Zemlje raketom nosačem Sojuz-U 11A511U. Orbita mu je bila 167 km u perigeju i 303 km u apogeju. Orbitna inklinacija bila mu je 67,14°. Spacetrackov kataloški broj je 25095. COSPARova oznaka je 199-080-A. Zemlju je obilazio u 89,20 minuta. Pri lansiranju bio je mase 6500 kg. 
Nosio je glavni modul za silazak i dvije manje izvana montirane kapsule s povratnim podatcima koje su trebale biti izbačene i vraćene na Zemlju, dok je glavni teret ostao u orbiti. Glavno vozilo vratilo je kamerni sustav krajem misije, obično nakon dva do tri mjeseca. 
Sletio je na Zemlju 14. travnja 1998. godine. Tri dijela još su nastavila kružiti u orbiti i vratila su se u atmosferu (dijelovi Kobaljtova AO i dr.).

## Vanjske poveznice
- N2YO.com Search Satellite Database
- Celes Trak SATCAT Format Documentation (engl.)
- Kunstman  Arhivirana inačica izvorne stranice od 12. kolovoza 2019. (Wayback Machine) Satellites in Orbit (engl.)